# العظيمة (مسلسل)
العظيمة (بالإنجليزية: The Great)‏ هو مسلسل دراما-كوميديا أمريكي قصير مستوحى جزئياً عن صعود كاترين الثانية لعرش الامبراطورية الروسية. جميع الحلقات العشرة عرضت على هولو بتاريخ 15 مايو 2020. المسلسل من بطولة إيل فانينغ ونيكولاس هولت.

## طاقم التمثيل
- إيل فانينغ بدور كاترين الثانية
- نيكولاس هولت بدور بيتر الثالث
- فيبي فوكس بدور ماريل

## روابط خارجية
- العظيمة على موقع IMDb (الإنجليزية)
- العظيمة على موقع ميتاكريتيك (الإنجليزية)
- العظيمة على موقع روتن توميتوز (الإنجليزية)
- العظيمة على موقع فيلمافينيتي (الإسبانية)
- العظيمة على موقع كينوبويسك (الروسية)
- العظيمة على موقع ألو سيني (الفرنسية)
- العظيمة على موقع قاعدة بيانات الفيلم (الإنجليزية)

- العظيمة  في قاعدة بيانات الأفلام على الإنترنت (بالإنجليزية)